# Nógrád
Nógrád est un comitat (équivalent d'un département français) du nord de la Hongrie.

## Organisation administrative

### Districts
Jusqu'en 2013, le comitat était divisé en micro-régions statistiques. À la suite de la réforme territoriale du 1er janvier 2013, elles ont été remplacées par les districts (járás) qui avaient été supprimés en 1984. Désormais, le comitat est subdivisé en 6 districts :
| District                   | Siège          | Superficie | Population | Localités |
| -------------------------- | -------------- | ---------- | ---------- | --------- |
| District de Balassagyarmat | Balassagyarmat | 532,94     | 39 623     | 29        |
| District de Bátonyterenye  | Bátonyterenye  | 215,45     | 21 323     | 8         |
| District de Pásztó         | Pásztó         | 551,57     | 31 292     | 26        |
| District de Rétság         | Rétság         | 435,03     | 24 003     | 25        |
| District de Salgótarján    | Salgótarján    | 525,23     | 63 473     | 29        |
| District de Szécsény       | Szécsény       | 285,25     | 19 219     | 14        |